# Literatur Forum Südwest

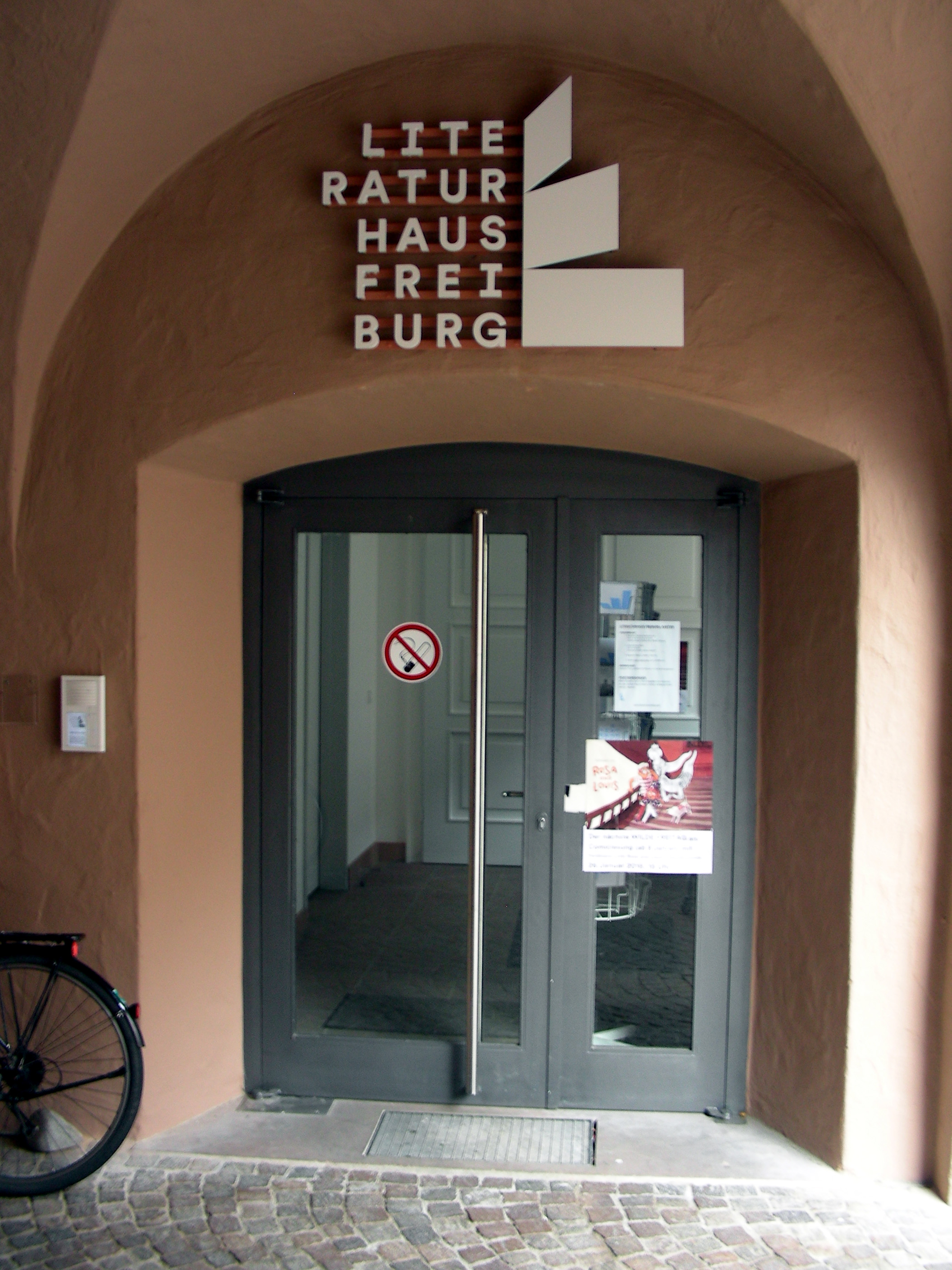
Literaturhaus in der Alten Uni Freiburg

Das Literatur Forum Südwest e. V. ist ein nichtkommerzieller gemeinnütziger Verein zur Förderung der Literatur mit Sitz in Freiburg im Breisgau. Es wurde 1988 gegründet und unterhält das Literaturhaus Freiburg.

## Geschichte
1988 gründeten Autoren aus Freiburg und der Region das Literatur Forum Südwest, einen Verein, der für Autoren aus der Region einen Ort für Gespräche über entstehende Texte schaffen sollte. Zur Gruppe der Autoren trat bald schon die in Freiburg starke Gruppe der literarischen Übersetzer und 1992 entstand in einem von der Stadt zur Verfügung gestellten Raum im ehemaligen Marienbad das Literaturbüro Freiburg.
Von 2003 bis 2017 befand sich das Literatur Forum Südwest und das Literaturbüro Freiburg gemeinsam mit dem Kommunalen Kino Freiburg im Alten Wiehrebahnhof, dem „Haus für Film und Literatur“. Im Herbst 2017 wechselt der Standort in die Alte Universität. Dafür wurden in der alten Universität in Freiburg Räume umgebaut. Unter anderem entstand auch ein Theatersaal mit 260 m² Fläche und 130 Sitzplätzen. Ein wichtiger Punkt ist die installierte induktive Höranlage, die für Barrierefreiheit für Hörgeschädigte sorgt.
Die erste öffentliche Veranstaltung war am 17. Januar 1988, es traten 12 Autoren in der „Städtischen Galerie Schwarzes Kloster“ in einer Gruppenlesung mit musikalischer Begleitung auf. 1997 kam es zu einer Krise, da durch Auslaufen der ABM-Förderung die Finanzierung auf der Kippe stand und es wurde auch inhaltlich diskutiert, ob seine Aufgabe in Südbaden nicht schon erledigt sei. Durch ein Bereitstellung eines Etats durch die Stadt und Fördergeldern des Landes wurde dies ausgeräumt.
Der erste Geschäftsführer war ab 1992 Wolfgang Sandfuchs unter ihm nahmen sie an der Buchmesse in Colmar teil, waren Teil des Arbeitskreises „Der blaue Puma“, und stärkten die Zusammenarbeit mit den Stadtbibliotheken in Freiburg und Lörrach sowie weitern Kultur- und Sozialeinrichtungen. Ihm folgte nach dessen Wechsel in die Leitung des Literaturhauses Schleswig Holstein in Kiel, im Jahr 2000 Martin Gülich nach, mit den Schwerpunkten sich in der Stadt stärker zu verankern mit dem Programm „Eine Stadt liest“ und Intensivierung der Jugendarbeit durch Zusammenarbeit mit dem Oberschulamt und dem „Haus der Jugend“. 2005 verließen Martin Gülich und Kai Weynand das Literaturhaus. Stefanie Stegmann wurde die neue Leiterin, sie initiierte zwei große Projekte mit Partnern in der Ukraine einmal „ZUG' 76“ und im Jahr darauf „Wechselstrom“. Frau Stegmann wechselte 2014 zum Literaturhaus Stuttgart, ihr Nachfolger ist Martin Bruch, ein Mitherausgeber der Literaturzeitschrift „Bella triste“.

## Aufgaben
Das Literatur Forum Südwest versteht sich als Förderer und Vermittler von Literatur. Diese Aufgabe verwirklicht es durch die Organisation und Durchführung von Lesungen und anderen literarischen Veranstaltungen, von Schreib- und Übersetzerwerkstätten sowie weiteren Veranstaltungen, in denen das literarische Übersetzen im Vordergrund steht. Dazu werden jährlich ca. 90 bis 100 Veranstaltungen durchgeführt, das geht von klassischen Lesungen und Vorträgen zu Podiumsgesprächen und spartenübreifenden Performances mit speziellen Hör- und Seherlebnissen. Daneben ist es Beratungsstelle für Literaturveranstalter wie für literarisch und übersetzerisch Tätige. Finanziert wird der Verein durch Beiträge und Spenden, städtische Förderung und Projektmittel des Landes Baden-Württemberg. Ein wichtiger weiterer Aspekt ist die Jugendförderung, so findet z. B. 2019 der 15. Literaturhaus-Schreibwettbewerb unter dem Thema „Weiße Riesen“ statt, an dem sich Jugendliche von 12 bis 18 Jahren beteiligen können. So gibt es auch ein Volontariat für Masterstudenten der Studiengänge „Europäische Literaturen und Kulturen“ bzw. „Neuere deutsche Literatur, Kultur, Medien“.

## Veröffentlichungen
Das Literaturbüro hat 1997 ein Autorenverzeichnis der Region herausgegeben, in dem dort lebende Autoren mit Biographie, Foto und einem Textauszug vorgestellt werden, sowie mehrere Anthologien mit literarischen Texten von Schülern zusammengestellt.

## Programm
Zum aktuellen Programm „Das sechste Literaturhaus-Programm (April bis Juli 2019)“ tragen folgende Künstler bei:
- Thilo Krause,  Peter-Huchel-Preis 2018
- Finn-Ole Heinrich, Deutscher Jugendliteraturpreis 2012
- Pierre Lemaitre, Prix Goncourt 2013
- Barbara Honigmann, Elisabeth-Langgässer-Literaturpreis 2012
- Enis Maci, Förderpreis des Literaturbüros Ruhr 2010
- Kenah Cusanit, Bayerischer Kunstförderpreis 2014
- Lizzie Doron, Jeanette Schocken Preis 2007, Friedenspreis der Geschwister Korn und Gerstenmann-Stiftung
- Aljoscha Blau, Kinder- und Jugendbuchpreis der Stadt Wien 2017, Rattenfänger-Literaturpreis 2014, Bologna Ragazzi Award
- Hauke Hückstädt,
- Ferdinand von Schirach, Kleist-Preis 2010, Großer Preis der Buchhändler Japans 2014,
- Inger-Maria Mahlke, Ernst-Willner-Preis 2012, Karl-Arnold-Preis 2014
- Carolin Callies, Thaddäus-Troll-Preis 2015

## Mitglieder des Trägervereins
Eine Auswahl:

### Übersetzer
- Ulrich Blumenbach
- Yvonne Eglinger
- Cornelia Holfelder
- Astrid Ogbeiwi
- Tobias Scheffel
- Christoph Trunk
- Maja Ueberle-Pfaff
- Adelheid Zöfel

### Schriftsteller
- Ute Bales, Martha-Saalfeld-Förderpreis  2018
- Gertraud Billinger
- Maria Bosse-Sporleder
- Hartmut Brie, www.gedichte-brie.de
- Dana Fabini, www.fabini.eu
- Manuela Fuelle, www.manuelafuelle.com
- Evelyn Grill
- Bille Haag
- Margrit Irgang
- Renate Klöppel
- Jürgen Lodemann
- Martine Müller-Lombard
- Jonas Navid Al-Nemri
- Alexa Rudolph
- Katharina Scharlowski
- Jürgen-Peter Stössel
- Andreas Verstappen
- Werner Weimar-Mazur
- Ulrike Halbe-Bauer
- Markus Manfred Jung, Johann-Peter-Hebel-Plakette, Hausen im Wiesental, 2013
- Hans Hoischen
- Erika Brandner